# 克拉拉·罗哈斯

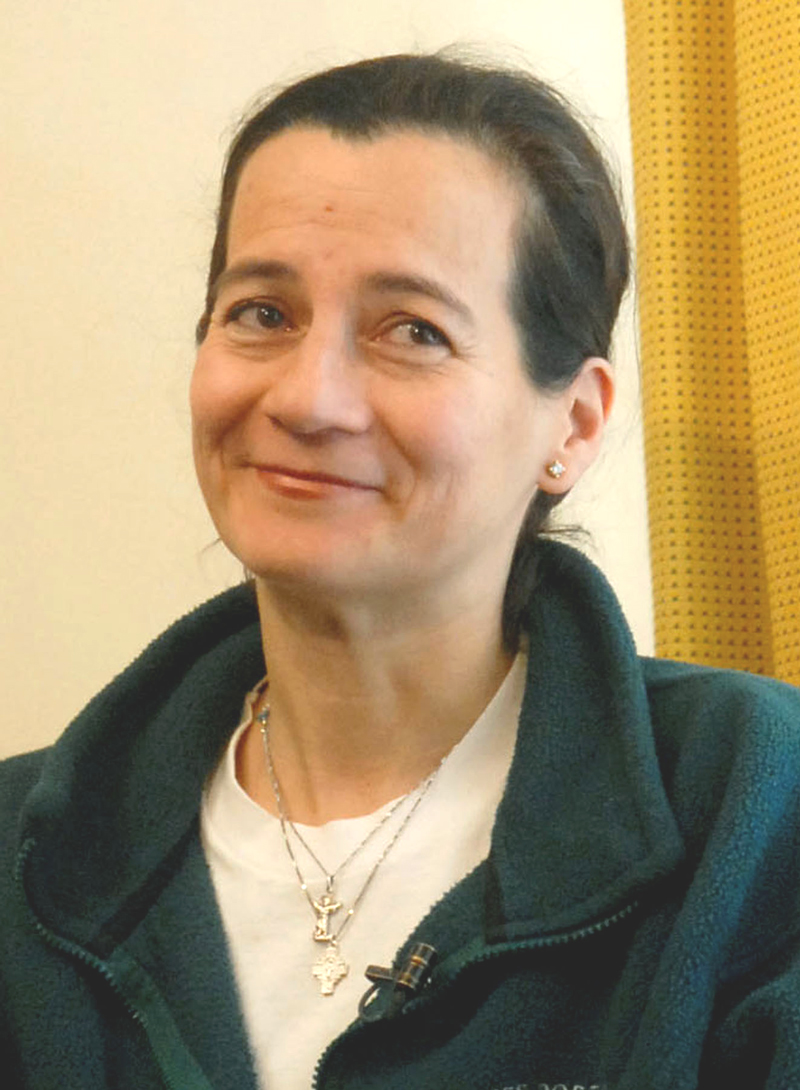
Clara Rojas

克拉拉·羅哈斯（Clara Rojas，全名克拉拉·利提西亞·羅哈斯·岡薩雷斯，Clara Leticia Rojas González，1964年12月20日—），出生於波哥大。是哥倫比亞稅法律師、教師。她也是哥倫比亞參議員兼總統參選人英格丽德·贝当古的競選搭擋。她於2002年2月23日和贝当古在競選行程中一起被位於聖文森特戴爾卡關（San Vicente del Caguán）的哥倫比亞革命武裝力量游擊隊綁架。在綁架後，克拉拉·羅哈斯被命為贝当古的副總統候選人。
2006年時傳出羅哈斯在被監禁期間生下一個男孩，名叫伊曼紐（Emmanuel），父親是哥倫比亞革命武裝力量游擊隊成員。
羅哈斯最後一次出現在公眾鏡頭前是2003年由游擊隊公佈的一捲錄影帶中。而在2008年1月10日，羅哈斯與眾議員孔蘇埃洛·岡薩雷斯在被監禁六年後被釋放。

## 伊曼紐行動
2007年12月27日，在委內瑞拉總統烏戈·查維茲的協調下，哥倫比亞革命武裝力量游擊隊宣布計畫單方面釋放羅哈斯、她的兒子與眾議員孔蘇埃洛·岡薩雷斯。
查維茲計畫以一個稱為「伊曼紐行動」的行動來進行釋放行動，此行動使用了委內瑞拉的飛機與紅十字會的協助。

### 伊曼紐
在2007年12月31日出現令人意外的轉變，哥倫比亞總統阿爾瓦羅·烏里韋·貝萊斯宣稱有消息說這個小孩被收留在哥倫比亞家庭福利協會（ICBF）。2008年1月2日，被宣稱是克拉拉·羅哈斯兒子的小孩被證實由哥倫比亞協會留置。1月4日，根據哥倫比亞政府的命令，對小孩作了遺傳指紋分析。而根據哥倫比亞法醫研究所的檢驗，結果確認了小孩真的是克拉拉·羅哈斯的兒子。這樣的消息已經成為相當具爭議且激動的議題，然而，這個消息現在已經被哥倫比亞革命武裝力量所證實。對於哥倫比亞政府與哥倫比亞革命武裝力量雙方在處理這個情況的方式引起了許多的批評。
這樣延遲的行動仍然繼續進行，2008年1月10日，由紅十字國際委員會為首的人道委員會以兩架委內瑞拉直昇機飛進位於哥國境內由哥倫比亞革命武裝力量前一天所指定的地點。羅哈斯與岡薩雷斯在人道委員會的監護下被釋放。